# ۵۱۸ (پیش از میلاد)
۵۱۸ (پیش از میلاد) ۵۱۸مین سال قبل از تقویم میلادی است.